# جان کوالتر بیتس
جان کوالتر بیتس (انگلیسی: John C. Bates; ۲۶ اوت ۱۸۴۲ – ۴ فوریهٔ ۱۹۱۹) سپهبد نیروی زمینی ایالات متحده آمریکا بود، که از ژانویه تا آوریل ۱۹۰۶ به‌عنوان سومین رئیس ستاد نیروی زمینی ایالات متحده آمریکا فعالیت می‌کرد.
بیتس فعالیت نظامی را از سال ۱۸۶۱ در نیروی زمینی آمریکا آغاز کرد، از ۱۹۰۰ تا ۱۹۰۱ فرمانده لشکر یکم سپاه هشتم بود، از ۱۹۰۱ تا ۱۹۰۴ به‌عنوان فرمانده پادگان فورت رایلی فعالیت می‌کرد و از ۱۹۰۴ تا ۱۹۰۶ فرماندهی لشکر شمالی را برعهده داشت. 
وی در جنگ داخلی آمریکا، جنگ‌های سرخ‌پوستان، جنگ آمریکا و اسپانیا و جنگ فیلیپین و آمریکا حضور داشت و در سال ۱۹۰۶ پس از ۴۵ سال خدمت، از نیروهای مسلح آمریکا بازنشسته شد. او فرزند ادوارد بیتس سیاستمدار آمریکایی بود.